# Łężce (Smęgorzów)
Łężce – część wsi Smęgorzów w Polsce położona w województwie małopolskim, w powiecie dąbrowskim, w gminie Dąbrowa Tarnowska.
W latach 1975–1998 Łężce administracyjnie należały do województwa tarnowskiego.